# Canora (Saskatchewan)
Canora es un pueblo canadiense situado en la provincia de Saskatchewan.

## Superficie
Canora tiene una superficie de 7,35 km².

## Demografía
En 2021, tenía 2092 habitantes, una densidad poblacional de 284,7 hab./km², y 1123 viviendas.